# Só pra Contrariar (álbum de 1994)
Só pra Contrariar (Meu Jeito De Ser) é o segundo álbum de estúdio do grupo de pagode Só pra Contrariar. Lançado em 1994 vendeu em torno de 800 mil cópias.  As faixas Meu Jeito de Ser, É Bom Demais, Te Amar Sem Medo, O Amor, Você E Eu" e "Você Vai Voltar Pra Mim" são os principais sucessos do álbum.

## Faixas
| N.º            | Título                                           | Duração |  |
| 1.             | "Meu Jeito De Ser"                               | 02:47   |  |
| 2.             | "Você Vai Voltar Pra Mim"                        | 03:32   |  |
| 3.             | "Volta, Meu Amor"                                | 03:20   |  |
| 4.             | "O Amor, Você E Eu"                              | 03:37   |  |
| 5.             | "Tudo Ou Nada"                                   | 03:26   |  |
| 6.             | "Te Amar Sem Medo"                               | 02:52   |  |
| 7.             | "É Bom Demais"                                   | 03:44   |  |
| 8.             | "Primeiro Amor"                                  | 04:01   |  |
| 9.             | "Não Vá"                                         | 03:58   |  |
| 10.            | "Essa Tal Liberdade"                             | 04:06   |  |
| 11.            | "Sobrenatural"                                   | 03:32   |  |
| 12.            | "Fique Comigo"                                   | 02:20   |  |
| 13.            | "Mangueira De Todas As Gerações (part. Alcione)" | 03:45   |  |
| 14.            | "Preciso De Amor"                                | 03:06   |  |
| Duração total: | Duração total:                                   | 48:06   |  |